# Tiffany Watson
Tiffany Watson (Boise, Idaho; 2 de octubre de 1995) es una actriz pornográfica y modelo erótica estadounidense.

## Biografía
Nació en la ciudad de Boise, capital del estado de Idaho, en el seno de una familia de creencia mormona. Tras el divorcio de sus padres, vivió brevemente con su madre. Acudió a la Universidad, abandonando prontamente los estudios para trabajar en un centro comercial de Walmart. Fue a través del buscador Craigslist donde encontró un anuncio de la agencia de modelaje Hussie, viajando a Florida para una prueba, que ella calificó de infructuosa. En un segundo intento, la conocida empresa LA Direct Models la fichó, debutando como actriz pornográfica en 2015, con 20 años.
Como actriz, ha grabado para productoras como Bangbros, Girlsway, Hustler, Evil Angel, Digital Playground, Pure Taboo, Brazzers, Reality Kings, Girlfriends Films, Wicked Pictures, Naughty America, Kink.com o New Sensations, entre otras.
En 2017 grabó su primera escena de sexo anal en la película Anal Novice 4.
Ese mismo año recibió sus primeras nominaciones en los Premios AVN y XBIZ en las sendas categorías de Mejor escena de sexo en realidad virtual por la película Sorority Sex Party Experience. En 2018 regresó a los AVN también a la Mejor escena de sexo en realidad virtual por Bathroom Slut.
Ha aparecido en más de 620 películas como actriz.
Algunas películas suyas son Blackzilla Rises 3, Contrast, Dirty Blondes, Glazed Teens 4, Hot Anal Yoga, Internal Love, Lovers Reunited, My Sister Likes It Rough, Nosy Neighbor, Pure 8 o Stepdad Seduction 3.

## Premios y nominaciones
| Año  | Ceremonia    | Resultado | Premio                                       | Trabajo                                 |
| ---- | ------------ | --------- | -------------------------------------------- | --------------------------------------- |
| 2017 | Premios AVN  | Nominada  | Mejor escena de sexo en realidad virtual     | Sorority Sex Party Experience           |
| 2017 | Premios XBIZ | Nominada  | Mejor escena de sexo en realidad virtual     | Sorority Sex Party Experience           |
| 2018 | Premios AVN  | Nominada  | Mejor escena de sexo en realidad virtual     | Bathroom Slut                           |
| 2019 | Premios AVN  | Nominada  | Mejor actriz en mediometraje                 | Right to Refuse                         |
| 2019 | Premios AVN  | Nominada  | Mejor escena de sexo en grupo                | Fuck Club                               |
| 2019 | Premios AVN  | Nominada  | Premio fan: Estrella mediática               | —                                       |
| 2019 | Premios XBIZ | Nominada  | Mejor actriz en película tabú                | Right to Refuse                         |
| 2019 | Premios XBIZ | Nominada  | Mejor escena de sexo en película tabú        | Right to Refuse                         |
| 2019 | Premios XBIZ | Nominada  | Mejor escena de sexo en película tabú        | Twisted Threesome Tales                 |
| 2020 | Premios AVN  | Nominada  | Mejor escena de sexo en realidad virtual     | The Crimson Crusade                     |
| 2020 | Premios XBIZ | Nominada  | Mejor actriz en película parodia             | The Gang Makes a Porno: A DP XXX Parody |
| 2020 | Premios XBIZ | Nominada  | Mejor escena de sexo en película parodia     | The Gang Makes a Porno: A DP XXX Parody |
| 2021 | Premios AVN  | Nominada  | Mejor escena de sexo en grupo                | Fuck Club 3                             |
| 2025 | Premios XMA  | Nominada  | Mejor escena de sexo en película performance | Tiffany Watson Is Squirtwoman           |